# Jean Fauvergue
Pour les articles homonymes, voir Fauvergue.
Jean Fauvergue est un footballeur et entraîneur français né le 11 juin 1940 à Chinon.
Arrivé au FC Sochaux en 1957, il a évolué comme milieu de terrain pendant deux ans dans les rangs professionnels du club franc-comtois, de 1959 à 1961. Plus tard il devient entraîneur de la réserve sochalienne qui joue en Division 3 avant de remplacer Paul Barret comme responsable technique de l'équipe professionnelle, à partir de 1977 et cela jusqu'en 1981. Il dirigera une deuxième fois du banc les joueurs de ce club de   1985 à 1987.

## Palmarès de l'entraîneur
- Vice-champion de France en 1980
- Demi-finaliste de la Coupe de l'UEFA en 1981

## Source
- Collectif, Football 79, Les Cahiers de l'Équipe, 1978, cf. page 132, la notice de l'entraîneur.